# Córrego das Palmeiras
Córrego das Palmeiras är ett vattendrag i Brasilien.   Det ligger i delstaten Mato Grosso do Sul, i den södra delen av landet, 1 100 km sydväst om huvudstaden Brasília.
Omgivningarna runt Córrego das Palmeiras är huvudsakligen savann. Runt Córrego das Palmeiras är det mycket glesbefolkat, med 4 invånare per kvadratkilometer.